# Дургапур (подокруг, Нетрокона)
Дургапур (бенг. দূর্গাপুর, англ. Durgapur) — подокруг на северо-востоке Бангладеш в составе округа Нетрокона. Образован в 1874 году. Административный центр — город Дургапур. Площадь подокруга — 293,42 км². По данным переписи 1991 года численность населения подокруга составляла 169 135 человек. Плотность населения равнялась 576 чел. на 1 км². Уровень грамотности населения составлял 23 %. Религиозный состав: мусульмане — 80 %, индуисты — 12 %, христиане — 8 %.